# Neohydatothrips catenatus
Neohydatothrips catenatus är en insektsart som först beskrevs av Ian A. Hood 1957.  Neohydatothrips catenatus ingår i släktet Neohydatothrips och familjen smaltripsar. Inga underarter finns listade i Catalogue of Life.